# 普尼亞爾
19°24′N 70°37′W / 19.400°N 70.617°W
普尼亞爾（西班牙語：Puñal），是多明尼加共和國的城鎮，位於該國西北部，由聖地牙哥省負責管轄，面積89.12平方公里，2012年人口69,303，該城鎮人口密度每平方公里780人。